# هندوئیسم در بوتان
بر اساس گزارش مرکز تحقیقاتی پیو در سال 2010 ، هندوئیسم دومین وابستگی مذهبی بزرگ در بوتان است که حدود 22.6٪ از جمعیت را پوشش می‌دهد مکاتب شیوی، وایشنویت، شاکتا، گاناپاتی، پورانی و ودایی در میان هندوها پيرواني دارند. معابد هندو در جنوب بوتان وجود دارد و هندوها در گروه‌های کوچک تا متوسط دین خود را انجام می‌دهند. حدود 75 درصد از جمعیت بوتان بودایی هستند.
طبق یک افسانه، بوتان در حدود قرن هفتم پیش از میلاد توسط یک پادشاه کوچ بهار، سنگالدیپ، اداره می‌شد، اما قبل از معرفی بودیسم تبتی در قرن نهم، اطلاعات زیادی در دست نیست.